# Zemljopisni položaj
Zemljopisni položaj jest identifikacija određenog mjesta na planetu različitim alatima kao što su karte, kompasi, koordinate ili geolokacijski sustavi.
Trenutačno je pristup zemljopisnom položaju od vitalne važnosti u tehnološkom području jer omogućuje identifikaciju određene točke na Zemlji u stvarnom vremenu i pronalazak mjesta gdje je osoba, životinja ili stvar.
Također je pridonijelo izradi alata koji olakšavaju kretanje pojedinaca i grupa poput digitalnih karata, aplikacija za poznavanje stanja u prometu ili javnih cesta itd.

## Vrste
Postoje tri vrste zemljopisnog položaja: apsolutni, relativni ili lokalni, a može ovisiti i o postojanju referentne točke.

### Apsolutni
Apsolutni položaj dobiva se upotrebom geografskih koordinata (zemljopisne širine i dužine), koje omogućuju preciznije mjesto bez potrebe za referentnom točkom.
Primjer apsolutnog zemljopisnog položaja su podaci koje pružaju geolokacijske aplikacije poput Google Maps korištenjem određenih podataka.
GPS (Global Positioning System) još je jedan primjer apsolutnih alata za određivanje geografskog mjesta. To je lokacijski sustav koji je Ministarstvo obrane SAD-a razvilo 1973. godine, a upotrebljava podatke u stvarnom vremenu koje pruža mreža satelita koji orbitiraju oko Zemlje.
GPS se odlikuje preciznošću jer može prepoznati položaj predmeta ili ljudi bilo gdje u svijetu s razlikom od nekoliko centimetara.

### Relativni
Relativni zemljopisni položaj definiran je drugom točkom bez nužnog odnosa između dviju lokacija. Kad tko, primjerice, kaže da je grad nekoliko sati od drugog ili da je udaljenost između njih određeni broj kilometara, on upotrebljava relativnu lokaciju.

### Lokalni
Lokalitet, naselje ili naseljeno mjesto vjerojatno će imati dobro definirano ime, ali granica koja nije dobro definirana ovisi o kontekstu. London, primjerice, ima zakonsku granicu, ali je malo vjerojatno da će se to u potpunosti podudarati s općom upotrebom. Područje unutar grada, kao što je Covent Garden u Londonu, također često uzrokuje nejasnoće o svojem opsegu. U geografiji se lokacija smatra preciznijom od mjesta.

## Uporaba koordinata
Geografske koordinate sustav su koji omogućava preciznu identifikaciju neke točke na Zemlji križanjem podataka zemljopisne širine i dužine navedenog mjesta.
Geografske koordinate mogu se izraziti abecedno, numerički ili alfanumerički (kombinacija slova i brojeva), a sastoje se od stupnjeva, minuta i sekundi. Ovaj sustav čine dvije varijable: dužina i širina.

### Dužina
Zemljopisna dužina jest kut između Griničkog meridijana (poznatog i kao referentni meridijan ili nulti meridijan) i meridijana koji prolazi kroz točku na Zemljinoj površini koju se želi locirati.
Zemljopisnom širinom i dužinom prepoznaje se vodoravni položaj zemljopisne točke. Primjerice, koordinate Mexico Citya glase: širina: 19,4978, dužina: -99,1269, 19 ° 29 ′ 52 ″ sjever, 99 ° 7 ′ 37 ″ zapad.

### Širina
Latituda se odnosi na kut smješten između ekvatorijalne ravnine i crte koja prelazi tu točku. Ovisno o lokaciji, zemljopisna širina može biti sjeverna ili južna.